# Thelypteris underwoodiana
Thelypteris underwoodiana är en kärrbräkenväxtart som först beskrevs av William Ralph Maxon, och fick sitt nu gällande namn av Ren-Chang Ching. Thelypteris underwoodiana ingår i släktet Thelypteris och familjen Thelypteridaceae. Inga underarter finns listade.